# إيلي ليلي
إيلي لي لي (بالإنجليزية: Eli Lilly) (ولد 8 يوليو 1838 - توفي 6 يونيو 1898) كان جندي أمريكي، صيدلي، كيميائي ورجل أعمال. أسس شركة إيلي ليلي وشركاءه للأدوية. انضم إلى جيش الاتحاد أثناء الحرب الأهلية الأمريكية. التحق بشركة لرجال ليخدم نفسه ولاحقا ارتقى إلى قائد في الجيش. وتم اعطاءة الاشراف على وحدة سلاح الفرسان. لقد تم القبض علية بالقرب من نهاية الحرب واعتباره اسير حرب حتى نهاية الحرب. بعد الحرب، حاول إدارة مزرعة في مسيسيبى، ولكنه فشل وعاد إلى ممارسة مهنة الصيدلة بعد وفاة زوجتة. تزوج لى لى مرة أخرى وعمل في العديد من الصيدليات مع شركاء قبل ان يفتتح عمله الخاص في عام 1876 بالتخطيط ان يصنع الدوية ويقوم بتسويقها للصيدليات بالجملة.
كانت شركته ناجحة وسرعان ما أصبح غنيا بعد أن احرز تقدما في صناعة الادوية الطبية. اثنين من أهم احرازاته كان رائدا في صناعة كبسولات الجيلاتين لتمسك الدواء وإضافة طعم الفواكة إلى المشروبات الدوائية. ايلى لى لى وشركته واحدة من أول الشركات الدوائية من نوعها ; يعمل من خلال قسم مكرس للابحاث ويضع العديد من تدابير ضمان الجودة.
باستخدامه لثروته. شارك في العديد من الأعمال الخيرية.لقد اعطى لابنه إدارة الشركة في 1890 ليسمح لنفسه ان يستمر في الارتباطات الخيرية وتقدم المدنية ليكون تركيزه الأساسي. لقد ساعد وأسس المؤسسة التي أصبحت انديانابوليس، وكانت الراعى الرئيسى لفرع الهند لمنظمات المجتمع الخيرية، ومول شخصيا إنشاء مستشفى الأطفال المدني التي توسعت لاحقا بواسطة الدولة وأصبحت مستشفى رايلى للاطفال. استمر في مشاركته النشطة في العديد من المؤسسات حتى وفاته 1898 بالسرطان.
كان لى لى مؤيد للانظمة الفيدرالية في صناعة الادوية والعديد من اصلاحاته المقترحة تم تسنينها في القانون في 1906 نتيجة لابداعاته في إدارة الغذاء والادوية. وأيضا كان من ضمن الرواد في مفهوم الوصفات الطبية، وساعد في شكل ما أصبح الممارسة الشائعة الادوية الخطرة أو المدمنة فقط للاشخاص الذين شهدوا لأول مرة طبيب. الشركة التي أسسها أصبحت واحدة من أكبر وأكثر الشركات الدوائية المؤثرة في العالم ومن أكبر الشركات في انديانا. مع استخدام الثروة المولدة بواسطة الشركة، أنشأ ابنه وأحفاده منحة لى لى لاستمرار وصية لى لى في العمل الخيرى. وظلت المنحة واحدة من أكبر الأعمال الخيرية في العالم.

## النشاة
ولد إيلي ليلي بمدينة بالتيمور، ماريلاند في يوليو 1838 لكوستافوس وايسثر ليلي. تنحدر عائلته من أصل سويدي وانتقلت إلى فرنسا قبل ان يهاجر اجداده إلى ولاية ماريلاند عام 1789. انتقلت عائلة ليلي إلى ولاية كنتاكي حيث التحق ليلي في أول مدرسة عمومية. انتقلت عائلتة مرة أخرى في عام 1852 إلى الهند حيث تدرب ليصبح عامل طباعة. ترعرع ليلي في منزل ميثودي، وكانت عائلته حظرية ومكافحة للرق. خدمت معتقداتهم كجزء من دوافعهم انتقالهم إلى الهند. كان هو وعائلته أعضاء في الحزب الديمقراطي في بداية حياته، ولكنهم أصبحوا جمهورين في الأعوام التي سبقت الحرب الأهلية. أصبح لي لي مهتما بالكيماويات في سن مبكرة.